# Aek Raja
Aek Raja is een bestuurslaag in het regentschap Tapanuli Utara van de provincie Noord-Sumatra, Indonesië. Aek Raja telt 1490 inwoners (volkstelling 2010).